# Licania alba
Licania alba là một loài thực vật có hoa trong họ Cám. Loài này được (Bernoulli) Cuatrec. mô tả khoa học đầu tiên năm 1964.